# Astyanax marionae
Astyanax marionae är en fiskart som beskrevs av Eigenmann, 1911. Astyanax marionae ingår i släktet Astyanax och familjen Characidae. Inga underarter finns listade.